# Puchar Polski (województwo pomorskie) w piłce nożnej mężczyzn (2014/2015)
W sezonie 2014/2015 Puchar Polski na szczeblu regionalnym w województwie pomorskim składał się z 2 rund, w której uczestniczyły 4 zespoły: 2 z OPP Gdańsk, 1 z OPP Malbork oraz 1 z OPP Słupsk.
Rozgrywki miały na celu wyłonienie zdobywcy Regionalnego Pucharu Polski w województwie pomorskim i uczestnictwo na szczeblu centralnym Pucharu Polski w sezonie 2015/2016.
Zwycięzcą została drużyna Rodło Kwidzyn, która wygrała w finale 2:1 z drużyną GKS Przodkowo. Finał rozgrywany był 10 czerwca 2015 roku o godzinie 18:00 na stadionie w Kwidzynie. Gole dla Rodła Kwidzyn zdobył Nikodem Szalkowski w 33 i 89 minucie meczu. Gol dla GKS Przodkowo zdobył Jakub Gronowski w 53 minucie meczu.
| III liga                                                   | IV liga                     | Klasa Okręgowa                |
| ---------------------------------------------------------- | --------------------------- | ----------------------------- |
| - GKS Przodkowo - OPP Gdańsk - Arka II Gdynia - OPP Gdańsk | - Jantar Ustka - OPP Słupsk | - Rodło Kwidzyn - OPP Malbork |

## Drabinka[4]
|  | Półfinał       | Półfinał       | Półfinał      |               |               | Finał         | Finał | Finał |  |
|  |                |                |               |               |               |               |       |       |  |
|  | Jantar Ustka   | Jantar Ustka   | 0             |               |               |               |       |       |  |
|  | Jantar Ustka   | Jantar Ustka   | 0             |               |               |               |       |       |  |
|  | GKS Przodkowo  | GKS Przodkowo  | 4             |               |               |               |       |       |  |
|  | GKS Przodkowo  | GKS Przodkowo  | 4             |               | Rodło Kwidzyn | Rodło Kwidzyn | 2     |       |  |
|  |                |                |               |               | Rodło Kwidzyn | Rodło Kwidzyn | 2     |       |  |
|  |                |                | GKS Przodkowo | GKS Przodkowo | 1             |               |       |       |  |
|  | Rodło Kwidzyn  | Rodło Kwidzyn  | GKS Przodkowo | GKS Przodkowo | 1             | 3             |       |       |  |
|  | Rodło Kwidzyn  | Rodło Kwidzyn  |               |               |               |               |       |       |  |
|  | Arka II Gdynia | Arka II Gdynia | 1             |               |               |               |       |       |  |

## Źródła
- 90minut.pl